# MTV Unplugged (album de Katy Perry)
Pour les articles homonymes, voir MTV Unplugged (homonymie).
MTV Unplugged est le premier album live par la chanteuse auteur-compositeur Américaine Katy Perry, et est sorti par le label Capitol Records aux États-Unis le 17 novembre 2009. Le CD/DVD est composé de titres minimalistes interprétés par Perry pour MTV le 22 juillet 2009 à New York dans le cadre de l'émission MTV Unplugged. L'album comprend des chansons à succès comme I Kissed a Girl, Waking Up in Vegas, et Thinking of You ainsi que deux nouvelles chansons, la reprise par Perry de la chanson "Hackensack" par Fountains of Wayne et une chanson fuite enregistrée avant les débuts de Perry appelée "Brick by Brick" originellement écrite par Ashley Tisdale[citation nécessaire]. Le DVD propose également des séquences d'interviews exclusives. Au Brésil, contrairement aux États-Unis, il a été publié au format DVD/CD au lieu du format CD/DVD.

## Liste des pistes
| No | Titre                                      | Auteur                                                | Durée |
| -- | ------------------------------------------ | ----------------------------------------------------- | ----- |
| 1. | I Kissed a Girl                            | Katy Perry, Lukasz Gottwald, Max Martin, Cathy Dennis | 4:12  |
| 2. | Ur So Gay                                  | Perry, Greg Wells                                     | 4:26  |
| 3. | Hackensack (reprise de Fountains of Wayne) | Chris Collingwood, Adam Schlesinger                   | 3:04  |
| 4. | Thinking of You                            | Perry                                                 | 4:41  |
| 5. | Lost                                       | Perry, Ted Bruner                                     | 5:01  |
| 6. | Waking Up in Vegas                         | Perry, Desmond Child, Andreas Carlsson                | 3:33  |
| 7. | Brick by Brick                             | Perry, Wells                                          | 4:39  |

## Classements
| Charts (2009)       | Meilleure position |
| ------------------- | ------------------ |
| French Albums Chart | 192                |
| Swiss Albums Chart  | 82                 |
| U.S. Billboard 200  | 168                |